# Hill-Reagens
Als Hill-Reagens bezeichnet man eine chemische Verbindung, die es ermöglicht, Elektronentransportprozesse an isolierten Thylakoiden (den Orten des Elektronentransports bei der Lichtreaktion der Photosynthese) zu untersuchen. Ein Hill-Reagens kann an unterschiedlichen Stellen der Elektronentransportkette als artifizieller Elektronenakzeptor oder Elektronendonator wirken. Die Verbindungen, die in vivo diese Aufgabe haben, werden vorher entfernt.
Ein solches Experiment wird als Hill-Reaktion bezeichnet, weil Robert Hill 1937 künstliche Elektronenakzeptoren erstmals zur Aufklärung der Photosynthese einsetzte.
Beispiele für Hill-Reagenzien sind: 
- 2,6-Dichlorphenolindophenol (DCPIP)
- Phenazinmethosulfat (PMS).